# Lacistemataceae
Lacistemataceae es una familia de plantas de flores que consiste en 27 especies en dos géneros. Se encuentran en el neotrópico y las Indias Occidentales.

## Descripción
Son arbustos o árboles pequeños con las ramas jóvenes pubescentes o raramente glabras; plantas hermafroditas o monoicas. Hojas alternas, simples, dísticas, glabras a pubescentes, pinnatinervias y cortamente pecioladas; estípulas caducas. Inflorescencias en espigas, racimos o panículas, axilares, bracteadas y generalmente fasciculadas; flores muy pequeñas, bibracteoladas; sépalos 0–6, desiguales; pétalos ausentes; estambre 1, encima o dentro de un disco carnoso y a veces cupular, inflexo y longitudinalmente dehiscente; ovario súpero, sésil o cortamente estipitado, 3-carpelar, 1-locular, con placentación parietal, estilo 1, con 3 estigmas libres, óvulos 1–2 en cada placenta, péndulos. Fruto capsular, 3-valvado; semillas (por aborto) usualmente 1 por cápsula, embrión recto, cotiledones anchos y foliáceos.

## Géneros
- Lacistema
- Lozania